# Легенда за Багър Ванс
„Легенда за Багър Ванс“ (на английски: The Legend of Bagger Vance) е филм от 2000 г. на режисьора Робърт Редфорд по едноименната книга на Стивън Пресфийлд, издадена през 1995 г.

## Сюжет
Внимание:  Текстът по-долу разкрива сюжета на произведението (или части от него)!
Историята се разказва от вече остарелия Харди Грейвс (Джак Лемън).
В град Савана, щ. Джорджия младата дама Адел (Шарлиз Терон), притисната от неизплатени дългове, организира сблъсък между двете най-големи звезди на голфа по онова време Боби Джоунс и Уолтър Хейгън. Местните жители са съгласни сблъсъкът да се проведе единствено, ако към състезанието се включи и играч от Савана.
Младият Харди Грейвс предлага вече почти забравения герой, след участието му във войната, Ранулф Джуну (Мат Деймън). Преживял ужаса на военните сражения, Джуну е изгубил своя голф замах.
Малко преди началото на турнира се появява и Багър Ванс (Уил Смит), който напътства Джуну как да намери своя истински замах с голф стика и да забрави ужаса от войната. Багър Ванс приема да стане носач на стиковете на Джуну само срещу 5 долара, а втори носач става разказвачът на историята, все още десетгодишния по това време, Харди Грейвс (Майкъл Монкрийф).
Началото на турнира е повече от трагично за Джуну. Още след първите десет дупки той изостава с 12 точки от първите двама. По време на играта постоянно е напътстван от Багър Ванс. Към края на състезанието Джуну намира добрия си замах и настига по точки Боби Джоунс и Уолтър Хейгън.
Накрая тримата завършват с по равен брой точки и цяла Савана ликува.

## Актьорски състав
- Уил Смит – Багър Ванс
- Мат Деймън – Ранулф Джуну
- Шарлиз Терон – Адел
- Брус Макгил – Уолтър Хейгън
- Джоел Греч – Боби Джоунс
- Майкъл Монкрийф – Харди Грейвс
- Лейн Смит – Грантланд Райс
- Джак Лемън – Стария Харди Грейвс